# Dinos
株式会社dinos（ディノス、英: dinos Inc.）は、フジサンケイグループの通信販売会社。日本通信販売協会加盟。
「ディノス」ブランドの総合通信販売事業、「イミニ」ブランドのリテンションマーケティング事業、フラワーネット事業、催事・店舗事業など幅広く手掛けている。
1971年、日本発のテレビショッピング企業として創業した。

## 概要

### 日本初のテレビショッピング
1971年12月20日、フジサンケイグループは、リビング作戦の一環として、日本初のテレビショッピング企業「株式会社ディノス」（旧法人）を設立する。
翌1972年1月より、フジテレビ「リビング4」「リビング11（フジテレビ平日午前テレビショッピング枠）」として、日本初のテレビショッピングおよび催事事業に参入した。同年11月、総合カタログ「フジサンケイリビングカタログ」（「ディノスカタログ」「ディノスコレクション」の前身）を創刊した。
1973年6月、商号を「株式会社フジサンケイリビングサービス」に変更する。
1976年、日本初のカタログショールーム「リビングプラザディノス新宿」をオープン。1987年には、フジテレビで日本初となる深夜の通販番組「出たMONO勝負」がスタート。司会は愛川欽也。
1991年3月25日、フジサンケイグループの再編に伴い、二代目法人「株式会社フジサンケイリビングサービス」（現在の株式会社dinos）を設立し、事業を継承。
2004年10月1日、商号を「株式会社ディノス（英: Dinos Inc.）」に変更した。
2007年4月、フジテレビフラワーセンターを吸収合併。

### セシールと経営統合
2009年7月8日付で親会社フジ・メディア・ホールディングスが株式公開買付け（TOB）を通じ、LDH（旧ライブドア）傘下のセシール（旧：東洋物産）を子会社化、フジサンケイグループの一員となった。
2010年4月1日、ディノスとセシールは、共同株式移転により中間持株会社「株式会社フジ・ダイレクト・マーケティング（英: Fuji Direct Marketing, Inc.、略称：FDM）」を設立し、経営統合した。
2013年7月1日、ディノスがFDM及びセシールを吸収合併し、商号を「株式会社ディノス・セシール（英: Dinos Cecile Co., Ltd.）」に変更した。ディノスとセシールは合併後も引き続き、それぞれのブランドで通販事業を展開した。
2013年9月、旧セシールと同じ高松市に本社を置くイマージュホールディングス（現：第一三共ヘルスケアダイレクト）の衣料品通販事業を買収し、「イマージュ」がディノス・セシールの通販ブランドに加わった。

### ディノス創業50周年
2021年3月1日、セシール事業をノジマ傘下のニフティに譲渡し、商号を「株式会社DINOS CORPORATION（英: DINOS CORPORATION）」に変更した。同年12月、創業50周年を迎えた。
2025年7月1日、商号を「株式会社dinos（英: dinos Inc.）」に変更した。

## 主要事業所
- ディノス本社
  - 東京都中野区本町2-46-2　中野坂上セントラルビル
- ロジスティクスセンター東京
  - 東京都町田市小山ヶ丘2-1-6
- ディノスフードロジスティクスセンター相模原
  - 神奈川県相模原市中央区田名塩田1-11-3
- ディノス ハートコールセンター
  - 東京都中野区本町2-46-2 中野坂上セントラルビル
- 台北支店
  - 中華民国台北市中山区南京東路二段132号12樓

## 子会社
- イミニ免疫薬粧株式会社（本社・東京都中野区本町）
- 株式会社KOMAINU（本社・東京都港区南青山）
- 株式会社ディノスコールセンター（本社・東京都中野区本町）

### かつてのグループ会社
- 株式会社ディネックス - 旧ディノス子会社
- セントラルインペックス株式会社 - 旧ディノス子会社
- 株式会社セシールビジネス＆スタッフィング（本社・香川県高松市） - 旧セシール子会社
- 株式会社ディノス・セシールコミュニケーションズ（本社・沖縄県うるま市） - 旧セシール子会社
- 株式会社アルマード（本社・東京都中野区） - 旧セシール子会社
- 賽詩麗商貿（上海）有限公司（本社・中華人民共和国・上海市） - 旧セシール子会社